# مارتن هارلي
مارتن هارلي (بالإنجليزية: Martin Harley)‏ هو مغن مؤلف بريطاني، ولد في 1975 في كارديف في المملكة المتحدة.

## وصلات خارجية
- الموقع الرسمي
- مارتن هارلي على موقع ميوزك برينز (الإنجليزية)
- مارتن هارلي على موقع ديسكوغز (الإنجليزية)